# 19704 Medlock
19704 Medlock è un asteroide della fascia principale. Scoperto nel 1999, presenta un'orbita caratterizzata da un semiasse maggiore pari a 3,2418442 au e da un'eccentricità di 0,0933785, inclinata di 2,75441° rispetto all'eclittica.
L'asteroide è dedicato allo statunitense Kevin Medlock, premiato produttore di telescopi e strumenti di osservazione di alto livello, utilizzati anche per la ricerca scientifica.